# Otome Pasta ni Kandō
Singles de Tanpopo
Seinaru Kane ga Hibiku Yoru
(1999) Koi wo Shichaimashita!
(2001)
Singles par Morning Musume
Happy Summer Wedding
(2000) I Wish
(2000)
 Otome Pasta ni Kandō  (乙女 パスタに感動, ou Otome Pasta ni Kandou) est le cinquième single du groupe de J-pop Tanpopo, sous-groupe de Morning Musume.
Il sort le 5 juillet 2000 au Japon sous le label zetima, écrit et produit par Tsunku. Il atteint la 3e place du classement Oricon, et reste classé pendant 11 semaines, pour un total de 349 900 exemplaires vendus. 
La chanson-titre figurera sur les compilations All of Tanpopo de 2002 et Tanpopo / Petit Moni Mega Best de 2008. C'est le premier disque enregistré avec la nouvelle formation du groupe, dite "deuxième génération", sans Aya Ishiguro qui a quitté les groupes en janvier pour se marier et qui est remplacée par deux des nouvelles membres de Morning Musume : Rika Ishikawa et Ai Kago. Ce sera le seul disque sorti par Tanpopo en 2000.

## Membres
- Kaori Iida
- Mari Yaguchi
- Rika Ishikawa
- Ai Kago

## Liste des titres
1. Otome Pasta ni Kandō  (乙女 パスタに感動?)
2. Watashi no Kao (私の顔?)
3. Otome Pasta ni Kandō (instrumental) (乙女 パスタに感動...?)